# Jakob Ayrer
Jakob Ayrer (Nuremberg, c. março de 1543 – Nuremberg, 26 de março de 1605) foi um dramaturgo alemão e autor de farsas que se representavam durante o carnaval: as Fastnachtsspiele, onde o camponês grosseiro e imbecil é personagem permanente.

## Biografia
Pouco se sabe sobre as circunstâncias da vida de Ayrer. Viveu como um negociante de ferragens ou obras de ferro em Nuremberg, provavelmente estudando Teologia e Direito em Bamberg antes de retornar em 1593 para Nuremberg, onde foi tabelião imperial e promotor de justiça.
Ayrer foi o último compositor expressivo de Fastnachtsspiele e autor muito prolífico: de suas 106 peças, sessenta e nove sobreviveram. Foi buscar inspiração na mitologia grega, nas fábulas romanas e nos livretos e histórias alemãs; traduziu também peças de Shakespeare. Ayrer morreu em 1605 em sua cidade natal de Nuremberg. Opus Theatricum, uma seleção de seis volumes de suas peças, Fastnachtsspiele e farsas, foi publicada em 1618.
Como dramaturgo, Ayrer é praticamente o sucessor de Hans Sachs, mas surgiu sob a influência do chamado Englische Komodianten, isto é, trupes de atores ingleses, que, no fim do século XVI e durante o século XVII, visitaram várias vezes o Continente, trazendo com eles o repertório do teatro elisabetano. A partir desses atores Ayrer aprendeu a animar seus dramas com incidentes sensacionais e efeitos espetaculares, e deles emprestou o personagem do palhaço. A influência pode ter ocorrido também na outra direção; A Comedia von der schönen Sidea (c. 1600, "A Comédia da Bela Sidea") é frequentemente citada como o modelo de enredo utilizado por William Shakespeare em A Tempestade. As peças de Ayrer, no entanto, são, apesar de seus modelos estrangeiros, pouco mais dramáticas, no verdadeiro sentido da palavra, do que as de Sachs, e são inferiores a este último, em qualidades poéticas.

## Obras selecionadas
- Von der Erbauung Roms ("A Construção de Roma"), 1595
- Von der schönen Melusina ("A Bela Melusina"), 1598
- Von dreien bösen Weibern ("As Três Esposas Más"), 1598
- Von zweien Brüdern aus Syragusa ("Os Dois Irmãos de Siracusa", baseado em William Shakespeare)
- Comedia von der Schönen Sidea ("Comédia da Bela Sidea"), 1605
- Spiegel weiblicher zucht und ehr. Publicada em 1618
- Opus Theatricum. Scherff, Nuremberg 1618